# Explosionskatastrophe in Beirut 2020

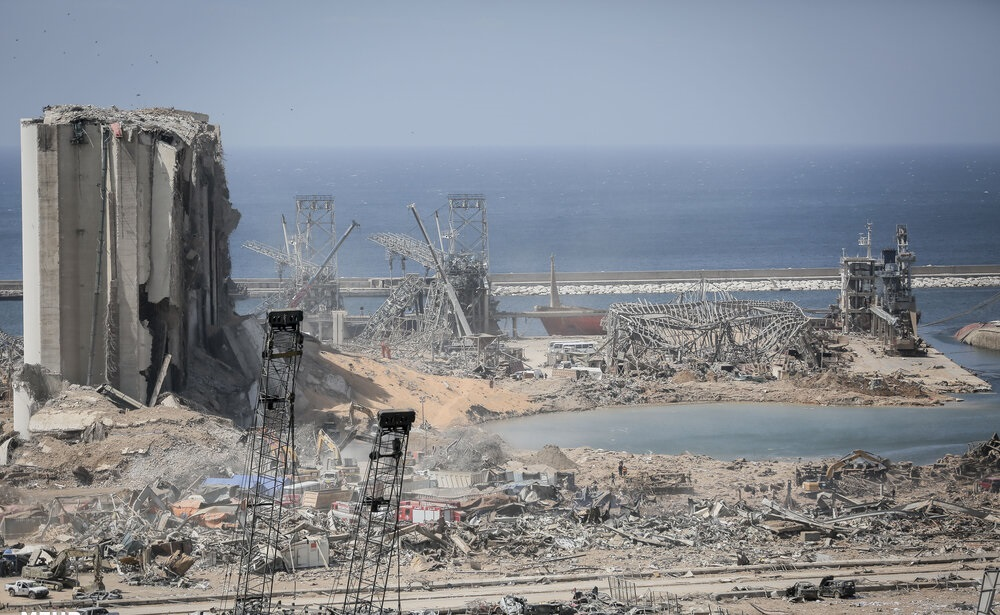
Zerstörungen im Hafen von Beirut nach der Explosion

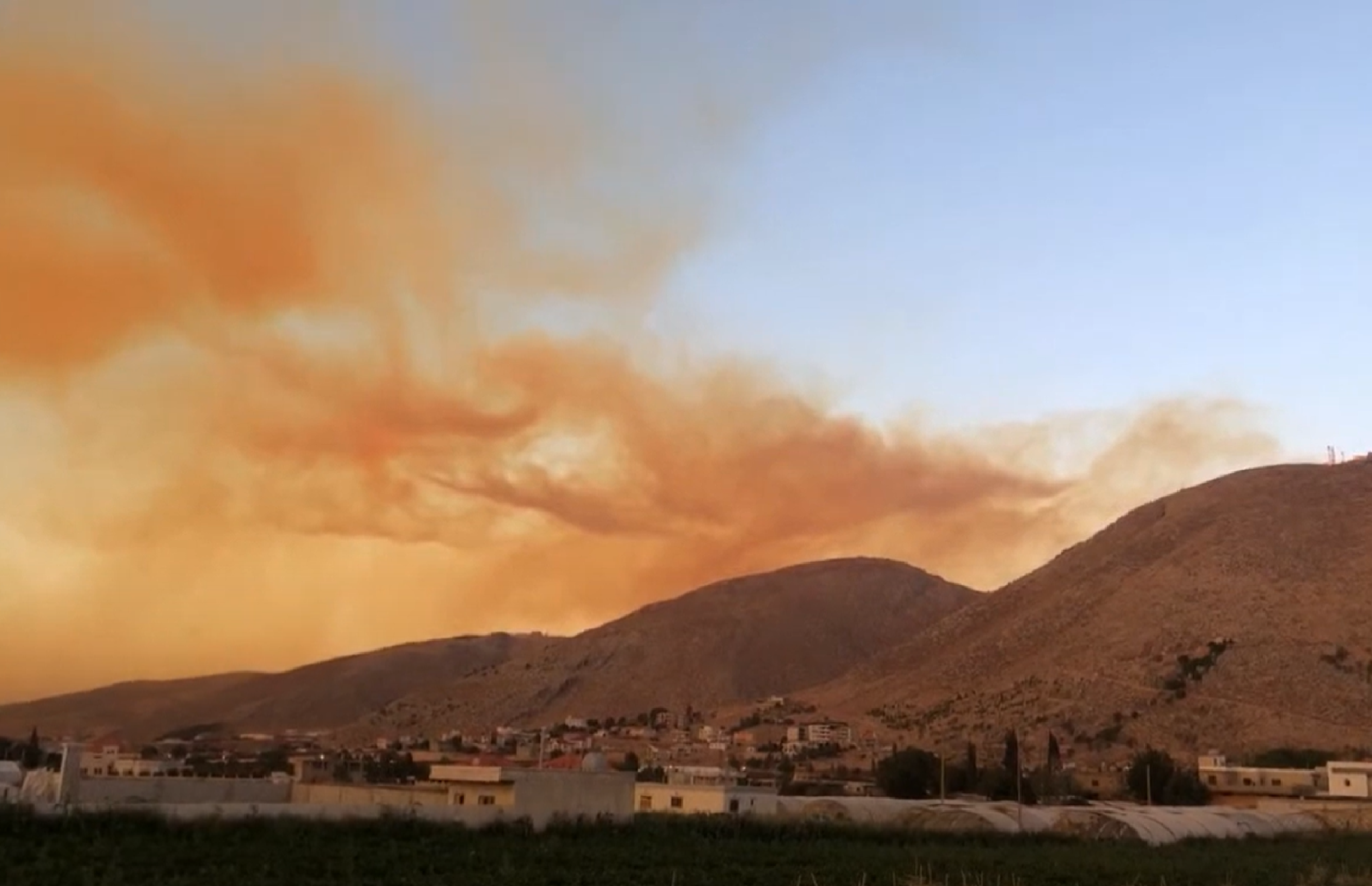
Orange-farbene Schwaden über den Bergen des Libanon, verursacht durch nitrose Gase der Explosion

Die Explosion in Beirut ereignete sich am 4. August 2020 um 18:08 Uhr Ortszeit (17:08 MESZ) im Hafen der libanesischen Hauptstadt Beirut am Golfe de Saint-Georges und traf die ganze Stadt katastrophal. Ursache war ein durch Schweißarbeiten entstandenes Feuer in einem Lagerraum, in dem Feuerwerkskörper lagerten, deren Explosion wiederum daneben gelagerte 2750 Tonnen Ammoniumnitrat zur Explosion brachte. Die deutsche Bundesanstalt für Geowissenschaften und Rohstoffe schätzte die Sprengkraft auf 1100 Tonnen TNT-Äquivalent. Die Explosion zerstörte weite Teile des Hafens und richtete Schäden in großen Teilen der Stadt an. Dabei wurden mindestens 207 Menschen getötet, mehr als 6.500 verletzt. Mehr als 300.000 Menschen mussten ihre Häuser verlassen.
Infolge der Explosionskatastrophe kam es zu erneuten Massenprotesten gegen die libanesische Regierung (siehe Proteste im Libanon 2019–20), die von den Demonstranten für die wirtschaftliche und politische Krise im Land verantwortlich gemacht wird. Sechs Tage nach der Explosion trat die Regierung unter Premierminister Hassan Diab zurück.

## Vorgeschichte

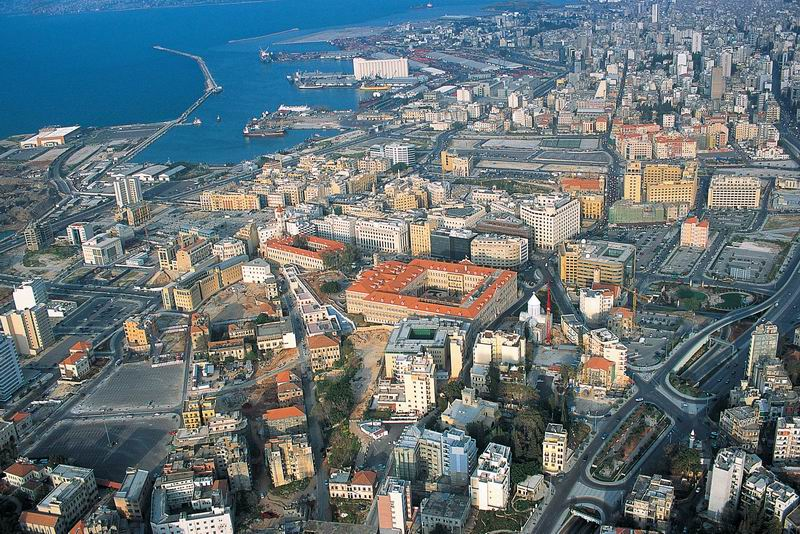
Der Hafen im Jahr 2005. Der Ursprung der Explosion lag direkt hinter dem hellen Getreidespeicher am Pier in der oberen Bildmitte.

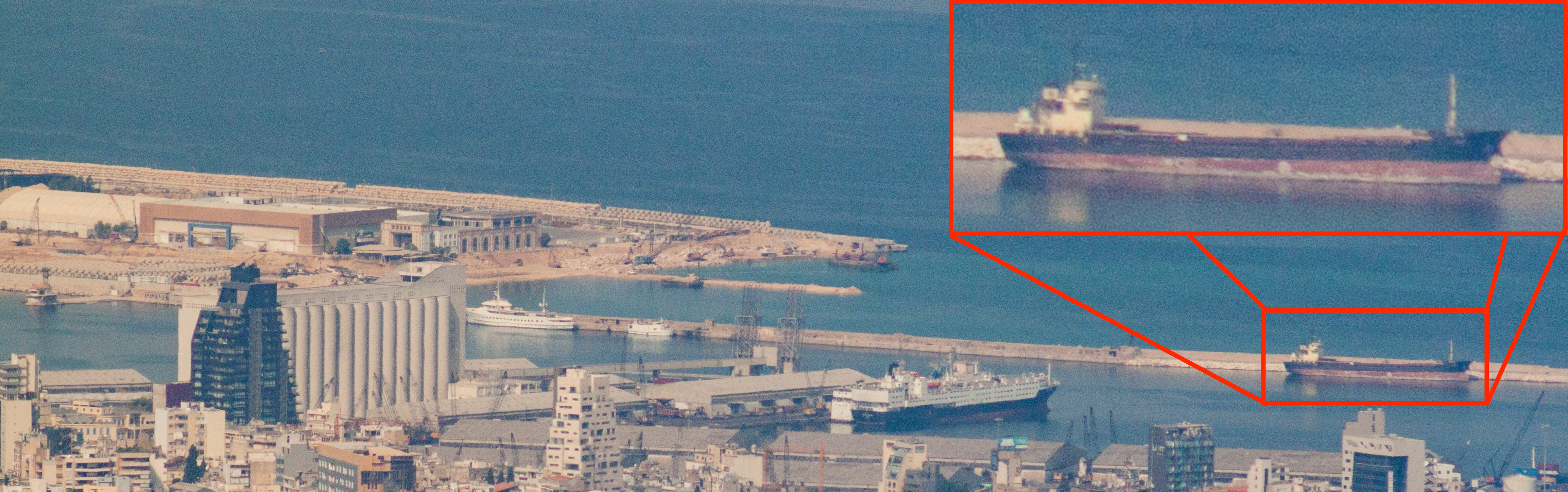
Die Rhosus im Oktober 2017 im Hafen von Beirut

Im November 2013 war das moldauische Küstenmotorschiff Rhosus – mit vom georgischen Chemieunternehmen Rustavi Azot in Rustawi hergestelltem Ammoniumnitrat beladen – auf dem Weg von Batumi (Georgien) nach Beira (Mosambik). Auftraggeber war die mosambikanische Bank Millennium bim, die die Ware für die Sprengstofffabrik Fábrica de Explosivos de Moçambique bestellt hatte.
Da der in Zypern ansässige russische Schiffseigner Igor Gretschuschkin nicht genug Geld besaß, um die Durchfahrt durch den Sueskanal zu bezahlen, erhielt der Kapitän die Anweisung, zusätzlich den Hafen der libanesischen Hauptstadt Beirut anzulaufen, um dort weitere Fracht zu laden. Außerdem bestanden technische Probleme an Bord, unter anderem soll ein kleines Leck dazu geführt haben, dass regelmäßig Wasser abgepumpt werden musste. Die libanesischen Behörden sahen das Schiff als nicht seetauglich an und setzten es fest. Sowohl der Eigentümer Igor Gretschuschkin als auch die auftraggebende Bank verloren daraufhin das Interesse an der Rhosus und gaben das Schiff 2014 auf. Wegen offener Forderungen wurde die Rhosus am 4. Februar 2014 von den libanesischen Behörden beschlagnahmt. Die letzten Besatzungsmitglieder der Rhosus – der russische Kapitän und drei ukrainische Besatzungsmitglieder – durften das Schiff und das Land erst im September 2014 nach einer Gerichtsentscheidung verlassen. Nach Aussage des Kapitäns befand sich das Ammoniumnitrat zu diesem Zeitpunkt noch an Bord.
Aufgrund der hohen Explosionsgefahr ordneten die libanesischen Behörden eine Entladung des Frachters an, woraufhin das Ammoniumnitrat zwischen September 2014 und Oktober 2015 ins Lagerhaus Nummer 12 im Hafen verbracht wurde. Das beschlagnahmte Schiff sank am 16. Februar 2018 an der Mole des Hafens Beirut, an der es seit 2015 vertäut gewesen war. Die libanesische Zollbehörde bat die libanesische Justiz von Juni 2014 bis Oktober 2017 insgesamt mindestens sechsmal um eine Entscheidung, wie mit dem gelagerten Ammoniumnitrat zu verfahren sei. Aufgrund der klimatischen Bedingungen im Hafen warnte die Zollbehörde in einem Schreiben vor einer weiteren Lagerung der Chemikalien dort und schlug mehrere Vorgehensweisen vor, darunter einen Export ins Ausland, einen Verkauf an libanesische Sprengstoffhersteller sowie die Übergabe an das libanesische Militär.
Im Juli 2020 informierten Sicherheitsexperten den libanesischen Präsidenten Michel Aoun und Ministerpräsident Hassan Diab über das im Hafen lagernde Ammoniumnitrat sowie über die möglichen verheerenden Folgen einer Explosion der hochbrisanten Chemikalie.

## Explosion

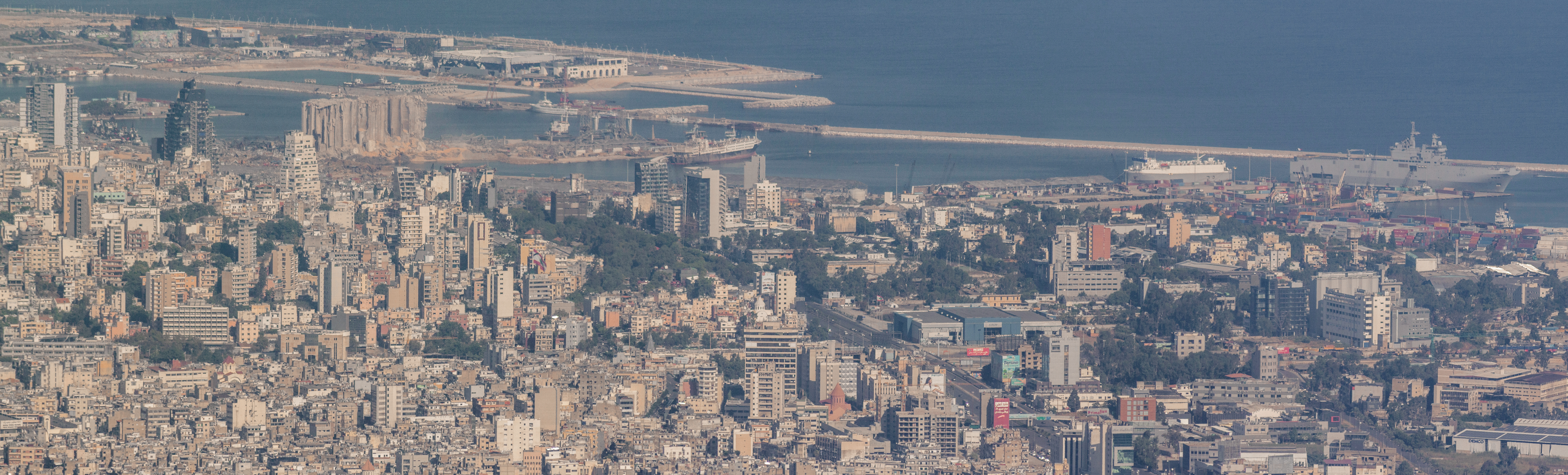
Der Hafen elf Tage nach der Explosion, am 15. August

Am 4. August 2020, kurz vor 18 Uhr Ortszeit, breitete sich ein Feuer mit darauffolgenden kleineren Explosionen in einem Lagerhaus im Hafen aus. Die genaue Ursache ist bisher nicht vollständig geklärt. Nach einem Bericht des libanesischen Fernsehsenders LBCI brach das Feuer wahrscheinlich durch Funkenflug bei Schweißarbeiten aus. Dieses entzündete zunächst in der Nähe gelagerte Feuerwerkskörper. Wie von offizieller Seite bestätigt wurde, sprang dieses Feuer dann wohl auf die in derselben Halle gelagerten 2750 Tonnen Ammoniumnitrat über.
Bereits kurz nach dem Ausbruch des Feuers trafen erste Einsatzkräfte der Feuerwehr ein, doch der Brand breitete sich weiter aus. Nach etwa 15 Minuten kam es dann zu einer ersten Explosion. Nach etwa einer halben Minute folgte eine weitere, sehr viel heftigere Detonation, die eine Stoßwelle mit einer sich halbkugelförmig ausbreitenden Wilson-Wolke verursachte und schließlich einen Rauchpilz entwickelte. Die Detonation ereignete sich zur Hauptverkehrszeit und zerstörte weite Teile des Hafens sowie viele umliegende Gebäude. Experten bestätigten, dass durch das Ammoniumnitrat die Größe der Explosion sowie die rötliche Farbe des Rauchs erklärt werden können.
Die Detonation wurde um 15:08 Uhr UTC von der amerikanischen Erdbebenwarte des USGS mit einer Magnitude von 3,3 ML registriert. Das Deutsche Geoforschungszentrum verglich die Erschütterungen mit einem Erdbeben der Stärke 3,5. Allerdings ist die Wirkung nicht direkt mit der eines Erdbebens vergleichbar, da sich die Detonation an der Oberfläche ereignete, wo seismische Wellen nicht in der Stärke wie bei Erdbeben  entstehen. Der jordanischen Erdbebenwarte zufolge entsprachen die Erschütterungen einer Erdbebenstärke von 4,5 ML. Die Erschütterung durch die Explosion wurde auch im rund 50 Kilometer entfernten Nordbezirk Israels und im 240 Kilometer entfernten Zypern wahrgenommen. In einer im Februar 2021 veröffentlichten Studie wiesen indische Wissenschaftler anhand unterschiedlicher Laufzeiten der Mikrowellensignale von GPS-Satelliten nach, dass die Schockwellen der Explosion auch die ab 80 Kilometer Höhe beginnende Ionosphäre erreichten.
In ausreichender Distanz zum Explosionsort aufgenommene Videoaufnahmen belegen, wie die Stoßwelle zuerst als sich ausbreitende Wolke und Bodenerschütterungen wahrgenommen werden, ehe sich die Stoßwelle auch über Luft akustisch übertragen hatte.
Das Feuer am Explosionsort war am Tag nach der Explosion gelöscht. Mehr als einen Monat nach der Explosionskatastrophe brach ein Großbrand im Hafen von Beirut aus.

## Opfer und Schäden

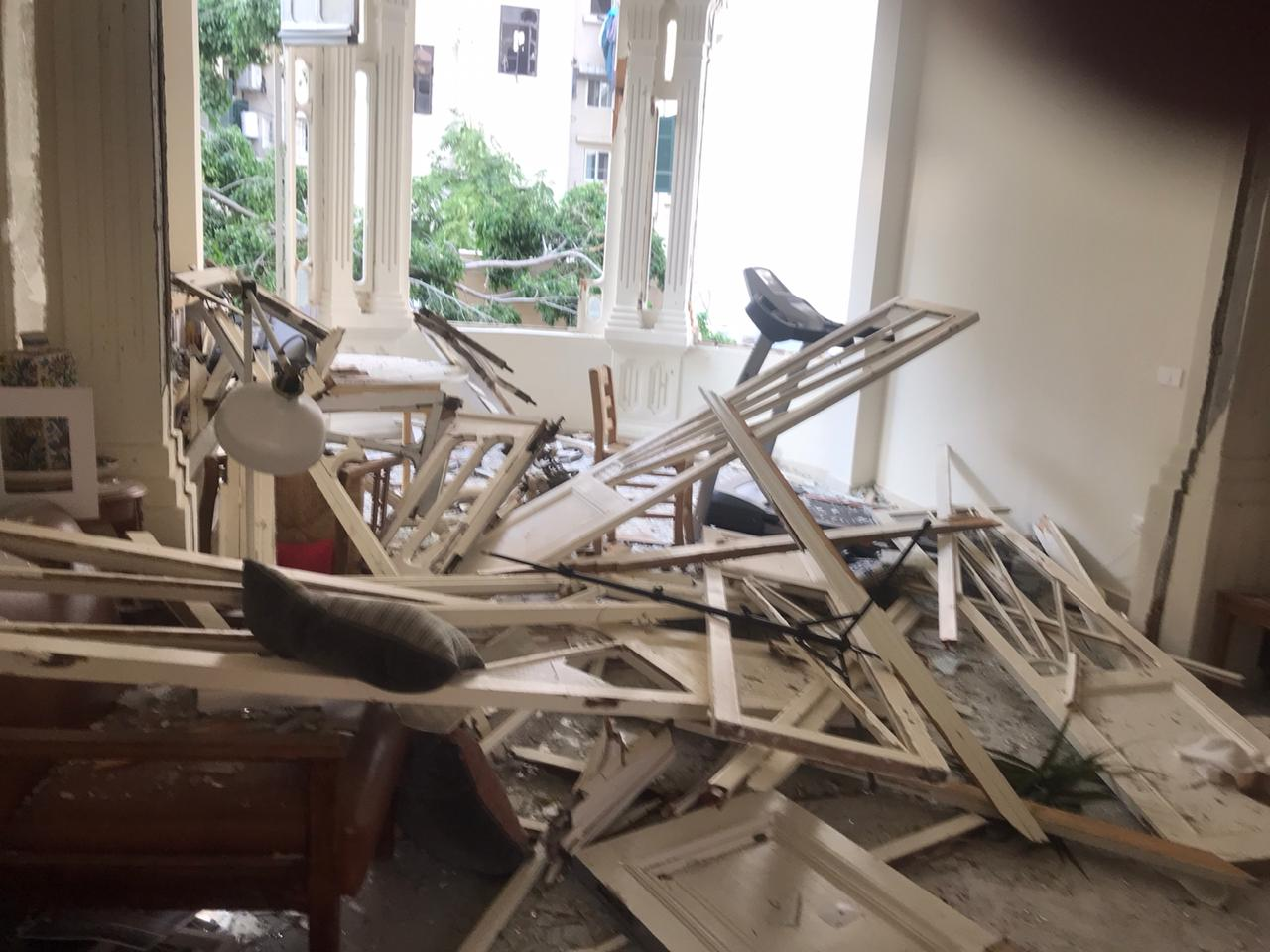
Durch die Explosion zerstörtes Appartement

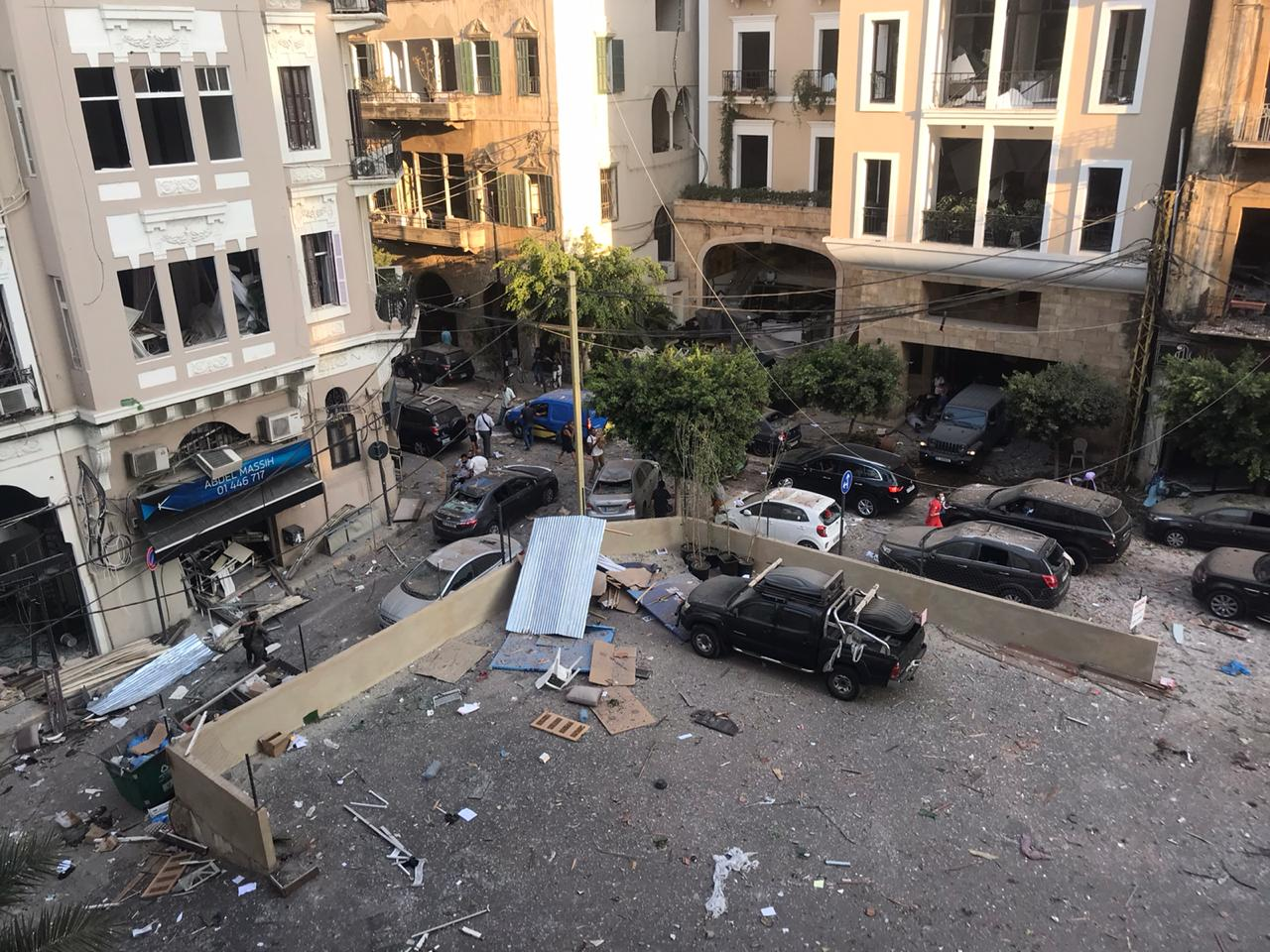
Schäden in Remeil, ungefähr einen Kilometer vom Explosionsort entfernt

Bei der Katastrophe starben laut libanesischen Regierungsangaben mindestens 190 Menschen, mehr als 6500 wurden verletzt. Sieben Tage nach der Explosion waren in diesem Zusammenhang noch etwa 110 Personen als vermisst gemeldet. Die Vermisstenanzahl reduzierte sich auf bis zu sieben innerhalb der darauf folgenden vier Wochen.
Die Krankenhäuser in Beirut waren durch den Ansturm von Verletzten überlastet. Unter den Verletzten befanden sich Angehörige der Friedenstruppen der Vereinten Nationen, die als Mitglieder der Beobachtermission UNIFIL in Schiffen am Hafen stationiert waren. Unter den Toten befinden sich der Generalsekretär der Kata’ib-Partei, Nazar Najarian, und der gambisch-libanesische Geschäftsmann George S. Madi. Auch eine Mitarbeiterin der deutschen Botschaft kam in ihrer Wohnung ums Leben.
Die Druckwelle der Explosion hatte auch einen immensen materiellen Schaden zur Folge: Neben fortgeschleuderten Autos und zerstörten Gebäuden in der näheren Umgebung wurden selbst Häuser in mehreren Kilometern Entfernung schwer beschädigt. Videoaufnahmen belegen verwüstete Stadtteile. Besonders stark betroffen waren die Stadtviertel Mar Mikhael und Gemmayze, wo 40 Gebäude vom Einsturz bedroht und 300 weitere beschädigt sind. Noch in 20 Kilometern Entfernung barsten Fenster durch die Druckwelle. So wurden alle mühsam angefertigten Buntglasfenster der Evangelischen Nationalkirche zerstört. Am Explosionsort hinterließ die Detonation einen 140 Meter breiten und 40 Meter tiefen Krater. Drei Krankenhäuser wurden evakuiert, da sie schwer beschädigt beziehungsweise zerstört worden waren. Laut einer Untersuchung der WHO war mehr als die Hälfte der 55 Krankenhäuser und Gesundheitszentren in der Stadt nicht funktionsfähig. Die UNESCO teilte mit, dass etwa 8000 Gebäude durch die Explosion beschädigt wurden, darunter 640 historische Gebäude, von denen 60 einsturzgefährdet waren. Dem Beiruter Büro der Konrad-Adenauer-Stiftung zufolge wurde auch das Elektrizitätswerk in Beirut zerstört. Nach Berichten der libanesischen Nachrichtenagentur National News Agency wurden zudem etwa 90 % der Hotels in Beirut beschädigt. Auch das Sursock-Museum mitsamt dessen Ausstellungsstücken und das Gebäude des armenisch-apostolischen Katholikats von Kilikien wurden zum Teil schwer beschädigt. Zwischen 200.000 und 300.000 Menschen sollen obdachlos geworden sein. Die Höhe der durch die Katastrophe entstandenen Sachschäden liegt laut ersten Schätzungen bei bis zu fünf Milliarden US-Dollar (knapp 4,25 Mrd. Euro).
Neben mehreren Frachtschiffen wurde das im Hafen von Beirut liegende Kreuzfahrtschiff Orient Queen durch die Explosion stark beschädigt; es sank am folgenden Tag. Zwei Besatzungsmitglieder kamen dabei ums Leben. Der rund 50 Meter lange Tanker Amadeo II wurde durch die Explosion auf die Kaianlagen gespült.

## Wirtschaftliche und soziale Folgen
Am Explosionsort befanden sich ein ca. 48 m hoher Getreidespeicher mit über 100.000 t Fassungsvermögen sowie die Kais und Löschplätze für den Getreideimport. Der Speicher und der Getreideheber wurden bei der Explosion weitgehend zerstört und die 15.000 Tonnen Getreidevorräte kontaminiert. Der Libanon, der bereits seit 2019 von einer schweren Nahrungsmittel- und Wirtschaftskrise betroffen ist, importiert über 80 Prozent des im Land verbrauchten Getreides, insbesondere den Weizen, aus dem das landestypische Fladenbrot hergestellt wird. Durch die Katastrophe reichten die Nahrungsmittelvorräte laut einem Regierungsbeamten nun nur noch für knapp einen Monat. Das Containerterminal konnte laut Hapag-Lloyd und CMA CGM dennoch bereits sieben Tage nach der Explosion wieder angesteuert werden. Der in großen Teilen zerstörte Handelshafen der libanesischen Hauptstadt ist einer der wichtigsten Umschlagplätze des Libanon. Etwa 85 Prozent aller Güter im Libanon wurden in der Vergangenheit importiert.
Nach dem Vorfall wurde eine erhebliche Steigerung der COVID-19-Infektionszahlen festgestellt. Die Krankenhäuser waren überlastet und ein noch bestehender Lockdown wurde ausgesetzt.
Aufgrund der folgenden Massenproteste trat die libanesische Regierung, die von den Demonstranten für die wirtschaftliche und politische Krise im Land verantwortlich gemacht wurde, unter Premierminister Hassan Diab am 10. August 2020 zurück (siehe Proteste im Libanon 2019–20).

## Reaktionen

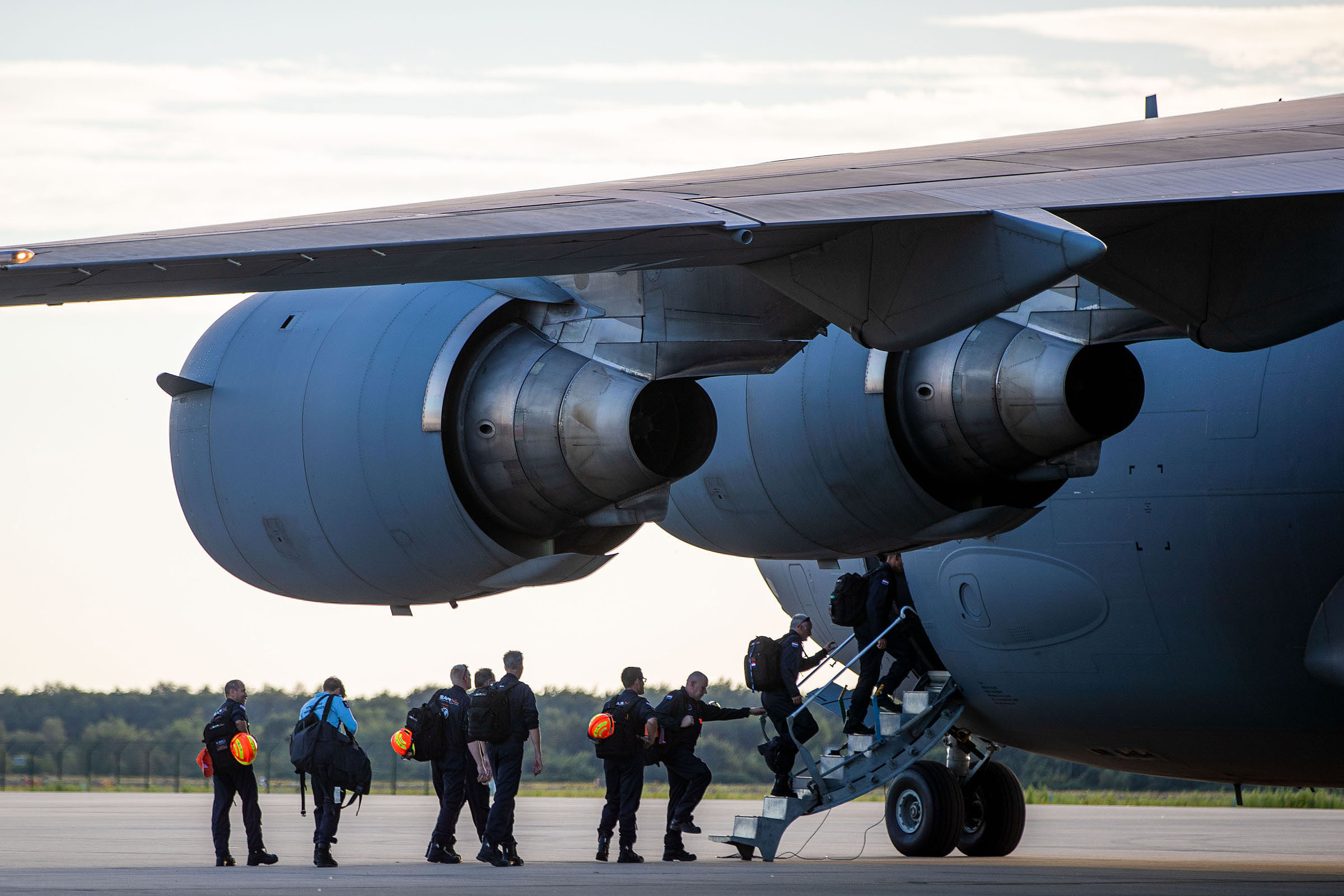
Ein niederländisches Team für Urban-Search-and-Rescue-Einsätze auf dem Flughafen Eindhoven beim Boarding für den Einsatz in Beirut am 5. August 2020

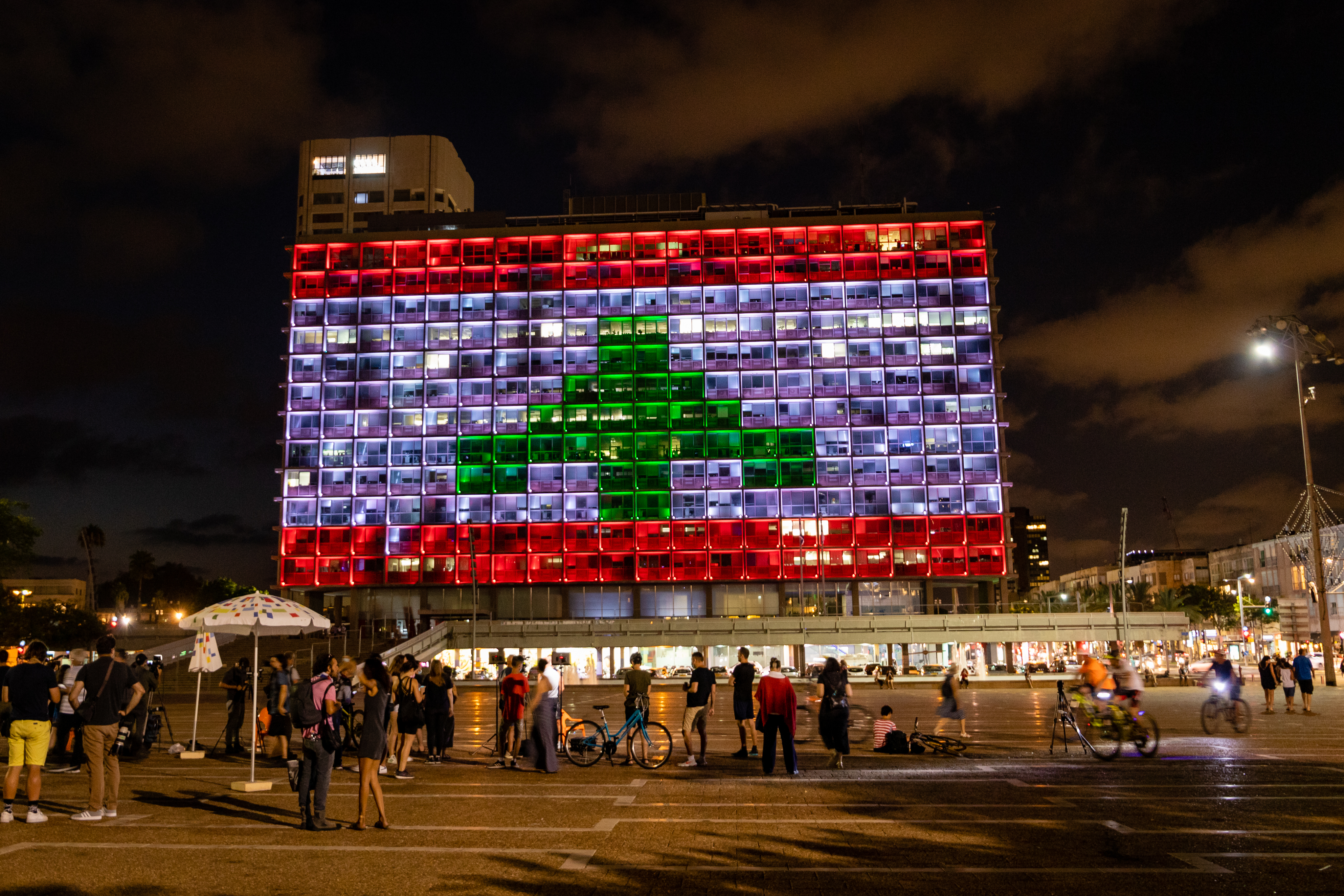
Das Rathaus von Tel Aviv zeigt am 5. August 2020 die Flagge des Libanon.

Der libanesische Premierminister rief für den 5. August 2020 einen nationalen Trauer- und Gedenktag aus. Der libanesische Staatspräsident Michel Aoun weitete die Staatstrauer auf die drei darauf folgenden Tage aus und gab eine Staatshilfe von 100 Milliarden lib. Pfund (≈ 56 Millionen Euro) bekannt.
Das Welternährungsprogramm der Vereinten Nationen kündigte Lieferungen von Mehl und Getreide sowie weitere Hilfen an. Mehrere Staaten bekundeten ihr Beileid und boten oder kündigten Unterstützung an. Bei einer Geberkonferenz kamen mehr als 250 Millionen Euro zusammen. Die Europäische Union steuerte 63 Millionen Euro bei. Auch Israel, seit Staatsgründung mit dem Nachbarn Libanon offiziell im Krieg stehend (siehe Arabisch-Israelische Kriege), bot Hilfe an. Gerüchte, das israelische Militär könne für die Explosion verantwortlich sein, wurden nicht nur von Israel, sondern auch von der Hisbollah dementiert.
Katherine Lemos, Chairman des U.S. Chemical Safety and Hazard Investigation Board, wies auf die vom Ablauf vergleichbare Explosion in der West Fertilizer Company im Jahr 2013 hin und bezeichnete massive Ammoniumnitratexplosionen als vorhersehbar. Es seien Maßnahmen notwendig, um derart katastrophalen Explosionen vorzubeugen.

### Hilfseinsätze
Die libanesische Regierung bat nach der Katastrophe um internationale Hilfe. Dabei wurde der EU-Zivilschutz-Mechanismus aktiviert. Mehrere Staaten begannen an den darauf folgenden Tagen mit der Entsendung von speziell ausgebildeten Rettungsteams für Stadteinsätze sowie Hilfs- bzw. Versorgungsgütern nach Beirut.
Die deutsche Bundesregierung entsandte ein etwa 50 Helfer starkes Team der SEEBA des Technischen Hilfswerks. Die Bundeswehr entsandte ein medizinisches Erkundungsteam sowie die Korvette Ludwigshafen am Rhein nach Beirut, außerdem hat das Auswärtige Amt dem Deutschen Roten Kreuz finanzielle Unterstützung für die Katastrophenhilfe im Libanon zur Verfügung gestellt. Auch die Hilfsorganisationen @fire Internationaler Katastrophenschutz Deutschland und I.S.A.R. Germany kamen zum Einsatz.
Das Schweizerische Rote Kreuz (SRK) entsandte sein gesamtes medizinisches Notfallteam mit 125 Ambulanzen und 375 medizinischen Fachpersonen.
Im März 2021 flog das Bundesheer gespendete Lebensmittel, Unterrichtsmaterial und Süßigkeiten nach Beirut. ORF und Nachbar in Not sammelten außerdem 1,3 Millionen Euro an Spenden für den Libanon.

### Strafermittlungen
Die libanesische Strafverfolgung stellte die für Lagerung und Sicherheit verantwortlichen Hafenbeamten von Beirut vorläufig unter Hausarrest. Nach weiteren Befragungen wurden 16 Personen festgenommen, darunter Hafen- und Zollbeamte sowie Personen, die verantwortlich oder ausführend bei den Instandhaltungsarbeiten an der explodierten Lagerhalle beteiligt waren. 
Ein Richter befragte am 17. August 2020 den Zoll-Chef des Hafens, Badri Dahir, 4½ Stunden lang und erließ den ersten Haftbefehl gegen ihn.
Da sich unter den Opfern der Explosion mindestens 40 verletzte und ein getöteter französischer Staatsbürger befanden, leitete die Staatsanwaltschaft in Paris ein Ermittlungsverfahren wegen fahrlässiger Körperverletzung und fahrlässiger Tötung ein. Mit den Untersuchungen betraut wurde die Generaldirektion der Gendarmerie nationale.
Im Februar 2021 setzte ein libanesisches Kassationsgericht den Ermittlungsrichter ab. Das Gericht begründete dies mit „berechtigtem Misstrauen“ gegenüber dessen Neutralität, auch weil sein Haus bei der Explosionsserie, die große Teile der Hauptstadt verwüstete, beschädigt wurde. Der Ermittlungsrichter hatte Libanons geschäftsführenden Regierungschef Hassan Diab und drei frühere Minister als Beschuldigte angeklagt. Er warf ihnen Fahrlässigkeit und Mitschuld an dem Explosionsgeschehen vor. Zwei der Ex-Minister beantragten daraufhin, den Fall einem anderen Ermittlungsrichter zu übertragen. Stand Februar 2021 befanden sich etwa 25 Personen, gegen die wegen der Explosion ermittelt wird, in Untersuchungshaft, darunter der Chef des Beiruter Hafens und der des Zolls. Hochrangige Politiker wurden Stand Februar 2021 nicht zur Rechenschaft gezogen.
Das libanesische Parlament weigerte sich, die Immunität wichtiger Verantwortungsträger aufzuheben. Ermittlungsrichter Tarek Bitar wollte den mächtigen Geheimdienstchef Abass Ibrahim vorladen – der Innenminister der geschäftsführenden Regierung, Mohammed Fahmi, blockierte dies.

### Eskalation um die Ermittlungen in Beirut (Oktober 2021)
Bei einer Protestaktion ausgehend von bewaffneten Gruppen, darunter Hisbollah und ihre Verbündeten in Beirut am 14. Oktober 2021 gegen den leitenden Ermittlungsrichter Tarek Bitar, welcher die Explosionskatastrophe im Hafen untersucht, wurden mehrere Menschen getötet und Dutzende weitere verletzt. Der Schusswechsel mit Scharfschützen, Pistolen, automatischen Gewehren und raketengetriebenen Granaten war eine gefährliche Eskalation der Spannungen über die Untersuchung, schrieb Al Jazeera. Bei den Protesten vor dem Justizpalast wurde von der Hisbollah-Gruppe und ihren Verbündeten die Absetzung des Ermittlungsrichters gefordert. Es war nicht sofort klar, was die Schüsse auslöste, aber die Spannungen entlang einer ehemaligen Bürgerkriegsfront zwischen schiitischen und christlichen Gebieten waren hoch.
Wer für die Gewalt verantwortlich war, blieb zunächst unklar. Die schiitische Amal-Bewegung und die mit ihr verbundene Hisbollah sprach von Scharfschützen auf Dächern, die das Feuer auf ihre Anhänger eröffnet hätten. Sie beschuldigten die christlichen Forces Libanaises (FL), bewaffnete Milizen auf die schiitischen Demonstranten losgeschickt zu haben. Die FL-Partei ist Nachfolger einer gleichnamigen Miliz, der vor Jahrzehnten mehrere politische Morde zur Last gelegt wurden.

## Einsturz des Getreidesilo-Komplexes (2022)
Am 31. Juli 2022 stürzte eines der Silos des Getreidespeichers teilweise ein, nachdem es über zwei Wochen zuvor vermutlich nach Erhitzung durch Gärungsprozesse zur Selbstentzündung von Getreide in einem Silo des von der Explosion beschädigten Getreidespeichers gekommen war. Der betreffende Siloteil enthielt noch rund 3000 t Weizen und Mais, die nach offiziellen Angaben nicht entfernt werden konnten, da sie das Silo abstützten.
Auf den Tag genau zwei Jahre nach der Explosionskatastrophe – am 4. August 2022 – stürzte eine Ruine des Getreidesilos in sich zusammen.
Am 23. August 2022 stürzten die letzten acht Türme des beschädigten Nordteils des Getreidesilo-Komplexes ein, wobei eine große braune Staubwolke entstand. Verletzt wurde niemand, da das Gelände weiträumig abgeriegelt war. Die Regierung kündigte eine Prüfung an, wie der noch stabile südliche Block erhalten werden könne.